# Loyalton (Kalifornia)
Loyalton város az Amerikai Egyesült Államok Kalifornia államában, Sierra megyében. Lakosainak száma 740 fő (2020. április 1.).

## Népesség
A település népességének változása:
| Lakosok száma | 1030 | 769  | 740  |
|               | 1980 | 2010 | 2020 |